# UCLA Anderson School of Management
De UCLA Anderson School of Management, of kortweg de Anderson School is de businessschool van UCLA, de Universiteit van Californië in Los Angeles.

## Geschiedenis
De businessschool van UCLA werd opgericht in 1935 en het eerste MBA degree werd vier jaar later geautoriseerd door het bestuur van de Universiteit van Californië. In zijn vroege jaren was de school voornamelijk een undergraduate instituut alhoewel hier verandering in kwam in de jaren vijftig na de benoeming van Neil H. Jacoby als dean. Het laatste undergraduate degree werd uitgereikt in 1969. UCLA is dezer dagen in van de weinige publieke universiteiten die geen undergraduate business degrees geven.
In 1950 werd de school herbenoemd tot School of Business Administration. Vijf jaar later werd dit de Graduate School of Business Administration en in de jaren zeventig werd de naam veranderd tot Graduate School of Management.
In 1987 doneerde oud-student John Anderson, afgestudeerd in 1940, $15 miljoen aan de school en deze kwam daarmee zijn naam te dragen.

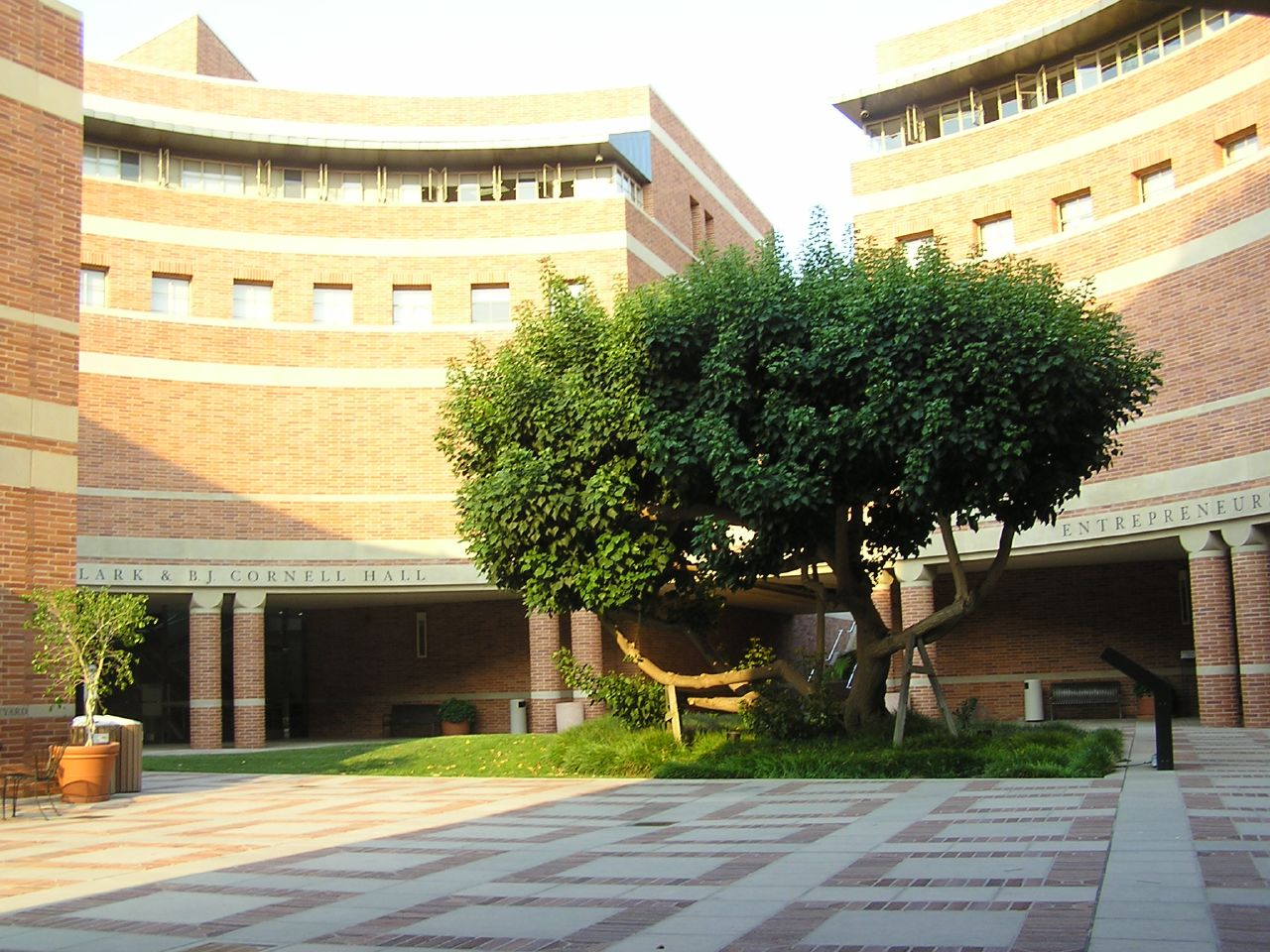
De UCLA Anderson School of Management

## Campus
Het huidige complex van de Anderson School ligt aan de noordzijde van de UCLA campus. Dit zes gebouwen tellende complex werd ontworpen door Henry N. Cobb van architectenbureau Pei Cobb Freed & Partners, kostte $75 miljoen en werd in 1995 officieel geopend. De zes gebouwen zijn het James A. Collins Executive Education Center, de Leon and Toby Gold Hall, de Entrepreneurs Hall, de Clark and B.J. Cornell Hall, de Rosenfeld Bibliotheek en de Mullin Management Commons

## Academisch
Anderson studenten kunnen een focus kiezen in een van de volgende gebieden:
- Accounting
- Besluiten, Operaties, en Technologie Management
- Communicatie, Media, en Entertainment Management
- Ondernemings Studies
- Financiën
- Wereld Economie and Management
- Werknemers- and Organisatiegedrag
- Informatie Systemen
- Marketing
- Beleid
- Vastgoed